# 古賀志山
古賀志山（こがしやま）は栃木県宇都宮市にある山。標高は582.8m。日本百低山、栃木百名山、大谷七名山に選定されている。

## 概要
古賀志山は、栃木県宇都宮市の北西郊外に在る標高582.8mの低山である。俗に、最も高い古賀志山（582.8m）のほか、御岳（標高546m）、赤岩岳（標高536m）が一体の山塊を成して見えるため、これらをまとめて『古賀志山』と呼ぶこともある。低山ではあるが日光の入り口に位置しその独立した見事な姿の故に、低山としては北関東屈指の名山とも云われている。一見すると、独立峰のようだが、実際は足尾山地が開析されたものであるため、足尾山地に属する。
御岳山頂には石製祠があり、御嶽神社が祀られている。御嶽神社が勧請されたのは弘化4年（1842年）のことで、日本中で御嶽信仰の講社の結成が相次いでいた頃に符合する。こうした経緯があるため、御岳山という表記は誤りで「御嶽山」と書くべきとする意見もある。なお、古賀志山の御嶽信仰は比較的新しいもので、それ以前から男滝・女滝・大日窟・赤岩山の風穴を古賀志の住民は聖地として崇拝してきた。
周辺はレジャー施設として利用されており、御岳には屹立する奇岩を利用してのロッククライミングの練習場、赤岩山山頂にはパラグライダー出発場、また山麓東南側の森林公園・赤川ダム周辺には国際大会の開催が可能なロードレースコースなどが設けられている。このうち、ロードレースコースでは国内唯一UCIプロツアーチームを招待できる日本国内最高峰の自転車ロードレース『ジャパンカップサイクルロードレース』が毎年10月に行われている。レジャー施設以外にも、古賀志山山頂には携帯電話の電波塔が設置されている。
古賀志山頂上は電波塔のある南面は開けており比較的展望が良好であるが、他の方角には木々が茂って見晴らしがあまり良くない。また、山頂には二等三角点がある。古賀志山の東側のピークにある東稜展望台や西側のピーク御岳からは北西から北東にかけて日光連山、高原山、那須連山と鞍掛山、東に多気山と宇都宮市街（遠くに筑波山）、南に鹿沼市街（遠くに富士山）が眺望される。

## 山名
古賀志山の山名は『男体山頂遺跡』からの出土物に『故賀志』とあるのが初出で、その由来としては崩落崖を意味する『扱がす』ないし『転かす』『倒かす』が転訛したものとの説がある。

## 登山
複数の登山路が設けられており、コースによっては屹立した岩場を昇降しなければならない地点もあるため、予め登山コースを選定しておくとよい。従来、比較的登りやすい山と考えられてきたが、相次ぐ死亡・滑落事故の発生を受けて栃木県山岳遭難防止対策協議会は「中級者コース」に格上げした。古賀志山では、山麓の宇都宮市立城山西小学校の児童・教職員・保護者と地元住民・山岳会員らが毎年清掃登山を行い美化に努めているが、一部の心無い登山者によるゴミのポイ捨てや排泄行為が後を絶たず、マナーアップが呼びかけられている。
登山路としては、森林公園側から登るコースと、赤岩山の北西山麓からまず赤岩山に登るコースがある。登山者の増加により、勝手に作られた登山道もあり注意を要する。
赤岩山に登るコースは登山道の案内板の状態があまり良くなく、駐車場も無く公共の交通機関によるアクセスも出来ない。（徒歩の場合、最寄りの文挟駅から登山口まで80分かかる。バスの場合、関東自動車の荒針・鹿沼線（宇都宮駅〜鹿沼駅～関東自動車鹿沼営業所）の「森林公園入口」バス停が最寄り、南登山道駐車場への最寄りは「ニューサンピア栃木」バス停）また、登山路には岩場も多く、初心者には難しいコースである。特に赤岩山と御岳山の間は岩と岩の間を通らねばならない場所があり、補助的にクライミングロープ（ザイル）を使った方が安心である。赤岩山頂は落葉樹に囲まれ視界はほとんど利かないが、近くにパラグライダーの基地跡があり、そこからは西側に眺望が開けている。
森林公園側のコースは、登山口に広い森林公園駐車場や古賀志山南登山道駐車場など駐車場が複数整備されており、また分岐路には案内板も設置されていて、初心者にも登り易いコースとなっている。森林公園側から登るコースには森林公園から出発する北登山道コースと城山西小学校に近い南登山道駐車場から出発する南登山道コースの大きく2コースがある。
森林公園赤川ダムから富士見峠を経る北登山道コースは、駐車場のある赤川ダムから見晴らしの良くない単調な林の中を1時間以上歩かねばならないが、休憩所が適所に整備されており、斜面も比較的緩やかで階段が設けられているので初心者でも登り易いコースである。落葉期は多少展望が利くようになるが、積雪する場合があるので注意が必要である。植物に興味があれば、中尾根付近のカタクリ群落や、主尾根上の525mピーク付近のヤシオツツジを楽しめる。富士見峠から東稜展望台口を経て古賀志山に至る。
南登山道は、登山口に程近い位置に駐車場があるので、アプローチ時間が短くて済む。コースによっては崖を昇降する近道のコースもあるが、やや遠回りとはなるが緩やかな道を選ぶことも出来る。それでも1時間程度で古賀志山の峰に到達することが可能で、1時間強で古賀志山山頂に到達する。道中に水量の少ない不動の滝があり、周りの岩場はロッククライミングの練習場所となっている。
古賀志山の良好な展望台でもある御岳へは、古賀志山山頂を西に進み、南登山道の分岐を直進するコースであるが、途中に梯子を昇降する箇所や、低い岩場を昇降する箇所もあるので、初心者や子連れは注意が必要である。

## アウトドア

### ロッククライミング
数十メートル級の岸壁がいたるところに屹立することから、ロッククライミングの練習場所として関東地方のクライマーを集めてきた。特に、南登山口から進んだ不動の滝周辺がクライミングの練習場所として利用され、休日には混雑することがある。
岩場は私有地であり、地主の厚意によって開放されている。一時期クライミング禁止が検討されたことがあり、クライマーは雌滝エリアへの立入禁止、樹木の伐採禁止、神社への私物の放置禁止、広場以外での焚き火禁止、ごみの持ち帰りを遵守する必要がある。

### パラグライダー

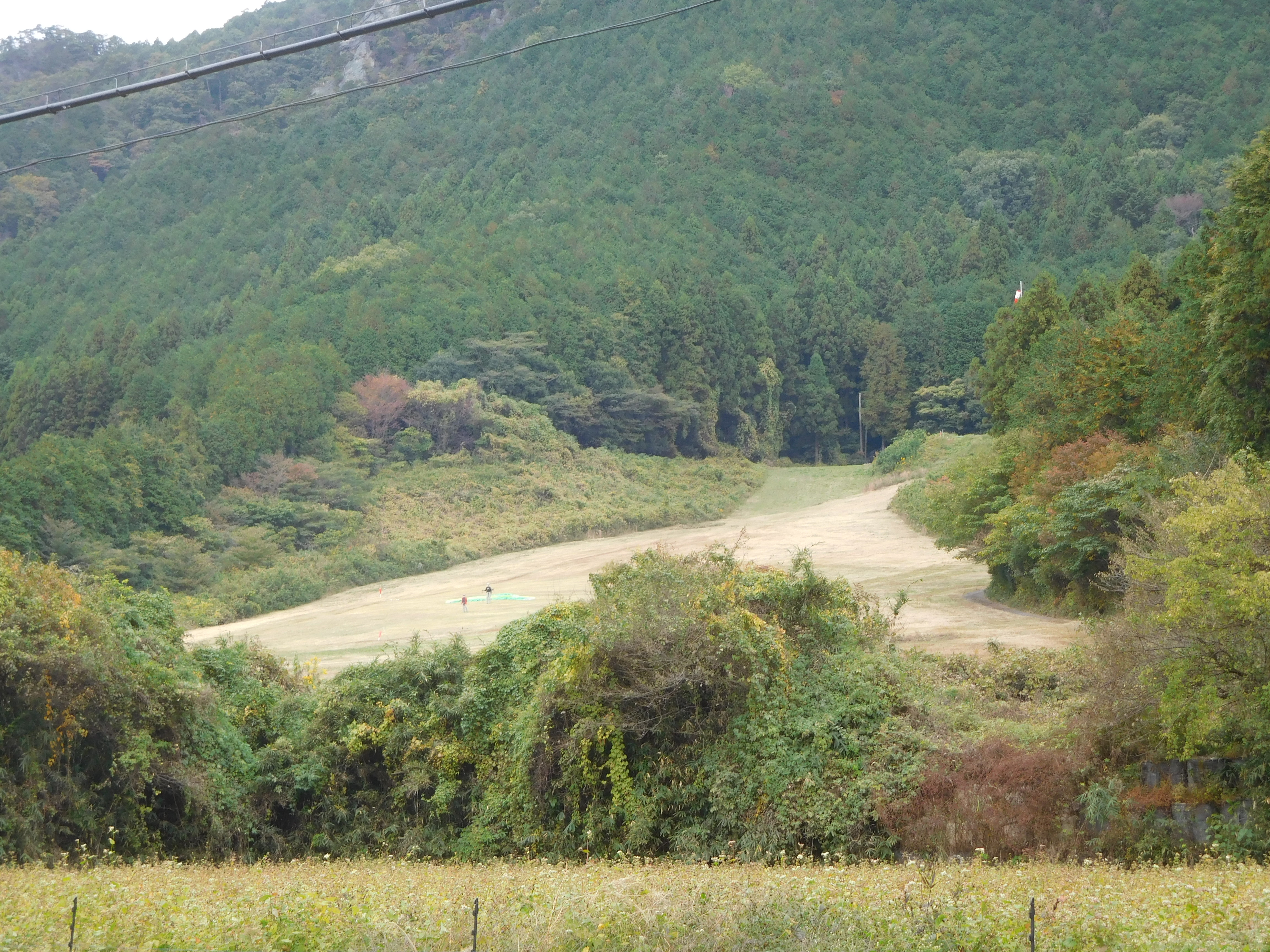
パラグライダー基地（スカイパーク宇都宮）

赤岩山には1984年（昭和59年）7月開業のスカイパーク宇都宮と、1992年（平成4年）4月開業のAKAIWAパラグライダースクール（旧DKスカイジム宇都宮）の2校のパラグライダースクールがある。両校とも初心者の体験フライトからライセンス取得まで対応している。
パラグライダーの基地は赤岩山の南西山麓にあり、フライト地点は山頂付近に位置している。山頂の東には旧フライト基地があり、眺望のない山頂に代わる見晴らし台となっている。